# Сон Йе-джин
Сон Йе-джин (на корейски: 손예진; коригирана романизация на корейския език: Son Ye-jin) е южнокорейска актриса.
Става известна в романтични тематични филми и телевизионни сериали, като Класиката (2003), Лятно ухание (2003), Момент за спомен (2004), Април Сноу (2005) и Личен вкус (2010). Печели актьорско признание за своята гъвкавост в различни жанрове, по-специално в Сам влюбен (2006), Mоята съпруга се омъжи (2008), Пирати (2014) и филмите за 2016 г. Истината под земята и Последната принцеса. Известна е и с главните си роли в романтични сериали, като Нещо под дъжда (2018) и Любовта се приземи върху теб (2019 – 2020).

## Личен живот
Сон Йе-джин и актьорът Хьон Бин се женят през март 2022 година в Сеул. Двамата започват връзката си по време на снимките на сериала „Любовта се приземи върху теб“. На 27 юни 2022 г. двойката обявява, че очакват първото си дете. Тя ражда син на 27 ноември същата година.

## Филмография

### Филми
- Да бъда с теб | Jigeum Mannareo Gabmida (2018) – Soo-A
- Преговорите | Hyeobsang (2018) – Ha Chae-Yoon
- Последната принцеса | Deokhyeongjoo (2016) – Princess Deokhye
- Истината под земята | Bimileun Eobda (2016) – Kim Yeon-Hong
- Лошите момчета винаги умират (2015) – Ji-Yun
- Пиратите | Haejuk: Badaro Gan Sanjuk (2014) – Yeo-Wol (pirate)
- Blood and Ties | Gongbum (2013) – Da-Eun
- Кулата | Tawo (2012) – Seo Yun-Hee
- Плашещ роман (Spellbound) | Ossakhan Yeonae (2011) – Kang Yeo-Ri
- Бяла нощ | Baekyahaeng (2009) – Mi-Ho
- Моята съпруга се омъжи | Anaega Gyeorhonhaetta (2008) – Joo In-A
- Отворен град | Mobangbi Doshi (2008) – Baek Jang-Mi
- Йоби, деветоопашатата лисица | Yeu woo bi (2006) – Yobi
- Изкуство на съблазняването | Jakeob-ui Jeongseok (2005) – Han Ji-Won
- Априлски сняг | Oechul (2005) – Seo-Young
- Момент за спомен | Nae Meorisokui Jiwoogae (2004) – Su-Jin
- Луда първа любов | Cheotsarang sasu gwolgidaehoe (2003) – Il-mae Ju
- Класика (2003) – Ji-Hye/Ju-Hee
- Концерт на любовниците | Yeonae Soseol (2002) – Soo-In
- Нарисуван огън | Chihwaseon (2002) – So-woon
- Тайни сълзи | Bimil (2000)

### Сериали
- Тридесет и девет | Seoreun, Ahop (JTBC / 2022) – Cha Mi-Jo
- Любовта се приземи върху теб | Sarangui Boolshichak (tvN / 2019 – 2020) – Yoon Se-Ri
- Нещо под дъжда (Красивата кака, която ми купуваше храна)| Bab Jal Sajooneun Yebbeun Noona (JTBC / 2018) – Yoon Jin-A
- Не поглеждай назад: Легендата за Орфей | Sangeo (KBS2 / 2013) – Jo Hae-Woo
- Личен вкус | Gaeinui Chwihyang (MBC / 2010) – Park Gae-In
- Spotlight (MBC / 2008)
- Сам влюбен | Yeonae Sidae (SBS / 2006) – Yoo Eun-Ho
- Лятно ухание (KBS / 2003) – Shim Hye-Won
- Велики амбиции | Daemang (SBS / 2002 – 2003) – Choi Dong-Hee
- Вкусно предложение | Mashineun Cheonghun (MBC / 2001) – Jang Hee-Ae
- Сън-хи и Джин-хи (MBC / 2001)[5]